# Zweitlinientherapie
Die Zweitlinientherapie (auch Second-Line-Therapie genannt) ist eine vom Mittel der ersten Wahl (auch Erstlinien- oder First-Line-Therapie genannt) abweichende Behandlungsform.
Der Begriff wird insbesondere in der Onkologie verwendet für medikamentöse Behandlungen, die eingesetzt werden, wenn die Erstlinien-Therapie nicht oder nicht ausreichend wirksam ist und die Krebserkrankung weiter fortschreitet. Andere Gründe können sein, dass die Erstlinientherapie aufgrund von Kontraindikationen nicht in Frage kommt oder die Kosten nicht übernommen werden.